# Gulargambone
Gulargambone – miasto w Australii, w stanie Nowa Południowa Walia.